# Genopole
Genopole é o primeiro biocluster na França inteiramente dedicado a bioterapias, pesquisa em genética, genômica, pós-genômica, xenobiologia e desenvolvimento de indústrias de biotecnologia. Está localizado em Évry-Courcouronnes.
Genopole tem uma missão tripla:
- Desenvolver um campus de investigação de excelência em genómica e pós-genómica, focado em terapias génicas, em sinergia com a Universidade Évry-Val-d'Essonne ;
- Incentivar o nascimento e promover o desenvolvimento de empresas de biotecnologia por meio de apoio adequado nos setores de saúde, meio ambiente, agronomia e indústria.
- Criar um biotecnoparque em Évry-Courcouronnes / Corbeil-Essonnes, em conjunto com o campus de pesquisa.

Em 2018, o biocluster reúne em um só lugar 17 laboratórios de pesquisa acadêmica, 87 empresas de biotecnologia, além de 20 plataformas científicas e plataformas técnicas compartilhadas pela Universidade Évry-Val-d'Essonne, cujos campos científicos oferecem ensino de alto nível em ciências da vida.

## Pesquisadores Notáveis
- Marc Peschanski, um biólogo e neurofisiologista francês
- Jean Weissenbach, um GenéticaZgeneticista francês[3]